# Burnaby
Burnaby is een stad van 98,60 vierkante kilometer in Brits-Columbia, direct ten oosten van Vancouver. Het werd gesticht in 1892 en verkreeg de status van stad in 1992. De plaats is de hoofdstad en het geografische middelpunt van het Greater Vancouver Regional District en telde 249.125 inwoners in 2021.

## Geboren
- Joe Sakic (1969), professioneel ijshockeyer
- Michael Bublé (1975), acteur en jazzzanger
- Josh Dean (1979), acteur
- Josh Simpson (1983), voetballer
- Christine Sinclair (1983), voetbalster